# Gromada Sławęcin (Powiat Chojnicki)
Gromada Sławęcin war eine Verwaltungseinheit in der Volksrepublik Polen zwischen 1954 und 1961. Verwaltet wurde die Gromada vom Gromadzka Rada Narodowa dessen Sitz sich in Sławęcin befand und der aus 23 Mitgliedern bestand.

Die Gromada Sławęcin gehörte zum Powiat Chojnicki in der Woiwodschaft Bydgoszcz und bestand aus den ehemaligen Gromadas Sławęcin aus der aufgelösten Gmina Chojnice und Obrowo aus der aufgelösten Gmina Kęsowo.

Am 31. Dezember 1961 wurde die Gromada Sławęcin aufgelöst, das Dorf Obrowo wurde in die Gromada Kęsowo eingegliedert, die übrigen Gebiete kamen zur Gromada Ogorzeliny.